# Dirk Ongenae
Dirk Ongenae (né le 19 août 1953 à Jabbeke en Région flamande) est un coureur cycliste belge, professionnel de 1976 à 1979. Il réalise une très bonne première saison professionnelle en 1976 en remportant notamment deux étapes du Tour d'Espagne et trois étapes du Tour d'Andalousie. Son frère Marcel Ongenae (1934-2014) a également été cycliste professionnel. 

## Palmarès

### Palmarès amateur
- 1970
  - 2e du championnat de Belgique sur route débutants
- 1972
  -  Champion de Belgique sur route juniors
- 1974
  - Championnat de Flandre-Occidentale amateurs
  - Tour du Limbourg amateurs
- 1975
  - 2e du Circuit du Hainaut

### Palmarès professionnel
- 1976
  - 3e, 6e et 7ea étapes du Tour d'Andalousie
  - 13e et 19ea étapes du Tour d'Espagne

### Tour d'Espagne
2 participations
- 1976 : 43e, vainqueur des 13e et 19ea étapes
- 1977 : abandon (18e étape)